# Смугаста акула білопера
Смугаста акула білопера (Paragaleus leucolomatus) — акула з роду Смугаста акула родини Великоокі акули. Відома за одним екземпляром (голотипом). Ще недостатньо вивчена акула.

## Опис
Загальна довжина досягає 96 см. Голова помірного розміру. Морда довга. Очі великі, овальні. За ними розташовані крихітні бризкальця. Рот помірно довгий, різко зігнутий. Зуби дрібні, з гострими верхівками, розташовані на щелепах щільними рядками. Зуби верхньої щелепи мають нахил, нижньо — прямі. Тулуб стрункий. Грудні плавці великі, трохи серпоподібні, кінці загострені. Має 2 спинних плавця, з яких перший майже у 1,5 рази більше за задній. Перший спинний плавець розташований позаду грудних плавців. Задній спинний плавець — навпроти анального. Хвостовий плавець гетероцеркальний, верхня лопать значно розвиненіша та довша за нижню лопать. На верхній лопаті присутня виїмка-«вимпел».
Забарвлення спини темно-сіре. Черево має білий колір. Усі плавці, окрім заднього спинного, мають білу облямівку. Звідси походить назва цієї акули. Задній спинний плавець має темний, майже чорний, кінчик.

## Спосіб життя
Тримається на глибині до 100 м. Полює на свою здобич біля дна, де проводить практично увесь час. Не утворює значних зграй. Живиться донною костистою рибою, молюсками, іноді ракоподібними.
Це живородна акула. Самиця народжує 2 акуленят.
Не є об'єктом промислового вилову.

## Розповсюдження
Єдиним на тепер відомим ареалом є затока Косі-бей (між ПАР та Мозамбіком).